# Научная библиотека УИПА
Научная библиотека Украинской инженерно-педагогической академии — научно-информационный центр академии по информационному обеспечению учебно-педагогических и научных процессов и созданию целевого информационного инженерно-педагогического ресурса.

## История библиотеки
Академия находится в здании — памятнике архитектуры 18 века, часть которой занимает библиотека. Здание построено в 1766—1777 годах на месте усадьбы графа Давиера как дворец генерал-губернатора по проекту архитектора Растрелли. С 1805 года по 1958 год здесь был размещен один из первых университетов страны — Харьковский университет, ныне Харьковский национальный университет имени В. Н. Каразина. В 1958 году здесь был основан Украинский заочный политехнический институт (УЗПИ), созданный постановлением № 62 Совета Министров Украины от 24 января 1958 года и приказом № 78 Минвуза Украины от 21 февраля 1958 года. В 1990 году УЗПИ переименован в Харьковский инженерно- педагогический институт (ХИПИ), в 1994 году — в Украинскую инженерно-педагогическую академию (УИПА). Название библиотеки изменялось в соответствии с изменениями названия академии. В 2010 году решением Ученого совета академии и приказом ректора № 166 от 1 июня 2010 года название библиотеки изменено на «Научная библиотека УИПА».
Первыми библиотекарями были Н. Д. Шагаева, Г. М. Савченко, Л. Я. Богатова, В. И. Сосипатрова и другие. Возглавлял библиотеку П. С. Сафронов. Начальные фонды получены из фондов библиотеки Харьковского политехнического института. В конце 1959 года фонд библиотеки насчитывал около 240 тысяч экземпляров, в конце 1964 − 622 тысячи. Сейчас — 886 тысяч экземпляров.

## Структура библиотеки
Структуру библиотеки составляют отделы:
- научного формирования,
- обработки и каталогизации библиотечно-информационных ресурсов,
- научной информационно-библиографической деятельности,
- обслуживания научными фондами, обслуживания учебными фондами,
- научной организации и хранения фондов,
- сектора новейших библиотечно-информационных технологий,

а также филиалов при иногородних институтах УИПА: Учебно-научном профессионально-педагогическом институте в городах Артёмовск и Славянск и Учебно-научном институте горных и образовательных технологий в городе Стаханов.

## Фонды
Библиотечный фонд многоотраслевой, общее количество — 886.998 экземпляров на украинском, русском, английском и других языках, из них книг — 712.050 экземпляров, журналов — 110.822 экземпляров, газет — 292 годовых комплекта. Комплектуется литературой по вопросам машиностроения, энергетики, химической и электротехнологии, технологии сварки, горного дела, швейного производства, по педагогике, истории и культуре, общественно-политическим и экономическим вопросам.
Фонд библиотеки содержит диссертации и авторефераты диссертаций, защищенных в специализированных советах УИПА, отчеты НИР, дипломные работы студентов, рекомендуемые кафедрами для длительного хранения. В 2009 году выделен фонд редких и ценных изданий. Коллекцию украинских изданий, напечатанных до 1949 года, составляют уникальные по содержанию издания производственно-технической тематики: по гидравлике, теплотехнике, электрооборудованию, прокатке и прокатным станам, ковке, штамповке, электрическим машинам, электроплавлению, подъемно-транспортным машинам и другие. Объем электронной библиотеки составляет 3.012 изданий и документов в том числе «Электронные учебно-методические издания кафедр», документы электронного архива (репозитория) УИПА, электронные версии профессиональных сборников научных трудов академии (2 названия), электронный архив авторефератов диссертаций ученых УИПА, библиографическая и биобиблиографическая продукция НБ и другие.

## Справочно-библиографическая деятельность
Справочно-библиографический аппарат состоит из генеральных алфавитного и систематического каталогов, картотек и каталогов на отдельные виды изданий: периодические издания, учебно-методические издания, авторефераты диссертаций, ГОСТы, авторские свидетельства, патенты и другие охранные документы, литература на иностранных языках. С 1999 года ведется электронный каталог, объем которого более 90 тысяч записей. Электронный каталог содержит базу данных «Книгообеспеченность», которая представлена для пользования на сайте библиотеки в виде специальных рубрикаторов. Отдельно создаются библиографические базы данных: «Авторские свидетельства, патенты и другие охранные документы ученых УИПА», всего 880 записей, и «Труды ученых УИПА», всего 10.168 записей.

## Читатели библиотеки
Обслуживание читателей осуществляется в автоматизированном режиме на 8-ми абонементах и в 4-х читальных залах. Ежегодно научная библиотека обслуживает по ЕРУ 11 тысяч человек, всеми структурными подразделениями — 21.889 человек. Посещение составляют 282.396, книговыдача — 687.282 экземпляров.

## Научная деятельность
Научная работа — участие в исследованиях совместно с Институтом педагогического образования и образования взрослых АПН Украины учебно-методической лабораторией по проблемам инженерно-педагогического образования, участие в ежегодной научно-практической конференции научно-педагогических работников, научных работников, аспирантов и сотрудников УИПА отдельной секцией «Современные информационно-библиотечные технологии», организация и проведение научно-практических конференций, семинаров, круглых столов.
Библиографическая деятельность научной библиотеки: создается и постоянно пополняется электронный интерактивный научно-вспомогательный библиографический указатель «Проблемы современного образования» (ежегодно в 2-х выпусках), «Инновации в образовании» (ежегодно), указатели по актуальным проблемам инженерной педагогики и образования. Составляются библиографические указатели серии «Ученые УИПА — юбиляры».

## Внедрение новейших информационных технологий
Участие в корпоративных проектах: «Система реферирования украинской научной литературы», обеспечивающей формирование общегосударственной реферативной базы данных «Украиника научная», выпуск отраслевых серий Украинского реферативного журнала «Джерело» и поддержку онлайнового доступа к полнотекстовой базе данных «Научная периодика Украины», создаваемых НБУ им. В. И. Вернадского. 
Библиотека предоставляет реферативную и аналитическую информацию, такую как роспись статей из периодических изданий, для формирования информационного отраслевого ресурса ГНПБ Украины имени В. А. Сухомлинского. В рамках проекта «E — Catalog Украина» ЭК НБ предоставляется хостинг в сети Интернет. С 2012 года библиотека присоединилась к проектам корпоративной каталогизации «Приднепровский корпоративный каталог» Днепропетровской областной универсальной научной библиотеки им. Первоучителей славянских Кирилла и Мефодия (ДОУНБ), и «Программе содействия Парламенту Украины университета штата Огайо (Программа развития законотворческой политики ПСП II)».
Внедрение новейших информационных технологий началось в 1999 году. Библиотека получила грант от фонда «Возрождение» и Института «Открытое общество» и начала работу по созданию ЕК в АБИС «Liber-Media». С 2006 года библиотека работает в АБИС «ИРБИС». Автоматизированы процессы комплектования, каталогизации, книговыдачи. С 2007 года работает сайт библиотеки с доступом к электронному каталогу, электронному архиву (репозитория) ElAr UIPA , и целевому ресурсу «Инженерно-педагогическое образование». Пользователи библиотеки имеют доступ в Интернет с автоматизированных рабочих мест и по Wi-Fi технологии. В библиотеке работает высококвалифицированный коллектив, штат которого насчитывает 46 человек.
Весомый вклад в развитие библиотеки сделали директора библиотеки А. Н. Иванова (1965—1982 гг), Л. С. Цимбал (1982—2004 гг), методист В. И. Сосипатрова (1959—2009 гг.). В течение длительного времени директор библиотеки А. Н. Иванова была членом Республиканской научно-методической комиссии при Минвузе Украины, членом бюро межвузовского методического объединения. Позже эти функции выполняла директор библиотеки Л. С. Цимбал . С 2004 года библиотеку возглавляет Н. Н. Николаенко. 
Сегодня Научная библиотека УИПА ищет новые подходы к процессу обслуживания пользователей, совершенствует свою деятельность, расширяя спектр библиотечно-информационных онлайн-услуг.

## Список источников
1. Багалей, Д. И. История города Харькова за 250 лет его существования (1655—1905): Историческая монография: В 2 т. Т.1 [Текст] / Д. И. Багалей, Д. П. Миллер. — Репринт.изд. — М.: Б. И., 1993. — 568 с.
2. Цимбал, Л. С. Бібліотека Української Державної інженерно-педагогічної академії [Текст] / Л. С. Цимбал // Енциклопедія Сучасної України. — К., 2003. — Т. 2 : Б-Біо. — С. 716.
3. Цимбал, Л. С. Шлях довжиною в 40 років. Бібліотека Української інженерно — педагогічної академії[Текст] / Л. С. Цимбал, В. І. Сосипатрова // Історія освітянських бібліотек України: наук. збірник/АПН України, Державна наук.пед. бібліотека України ім..В. О. Сухомлинського.- К.:Вирій,2006.-С.262 — 274.